# Полупуднев, Виталий Максимович
Вита́лий Макси́мович Полупу́днев (1909—вероятно, 1982) — русский советский писатель, автор дилогии исторических романов «У Понта Эвксинского» («Великая Скифия», «Восстание на Боспоре») и её продолжения — романа «Митридат».

## Произведения
1955 — «Великая Скифия» посвящена событиям в Тавриде и Причерноморье II в. до н. э. (скифское государство царя Палака, Херсонес Таврический, Боспорское царство и др.). В романе рассматриваются преимущественно попытки царя Палака отвоевать потерянные территории Великой Скифии у эллинских рабовладельческих государств Тавриды и Причерноморья. В конечном счёте царь Палак был разгромлен полководцем Митридата Диофантом.
1956 — В историческом романе «Восстание на Боспоре» описываются события конца II в. до н. э. в Припонтийском Боспорском царстве Перисада V с последующим восстанием и захватом там власти рабами под предводительством сколота Савмака, провозглашённого царём. Царство рабов просуществовало недолго: разгромлено и уничтожено полководцем Митридата Диофантом.
1973 — В романе «Митридат» изображены события далёкого прошлого, когда Таврида оказалась под властью понтийского царя Митридата VI и произошла Третья Митридатова война (примерно в то же время происходило восстание Спартака). Эта книга венчает собою историческую трилогию, начатую автором «У Понта Эвксинского» («Великая Скифия» и «Восстание на Боспоре»). Однако «Митридат» — вполне самостоятельное, сюжетно обособленное произведение. Автор повествует о судьбах людей Боспорского царства в годы Третьей Митридатовой войны, когда народы Востока отстаивали свою независимость от римской экспансии. Время действия — с 80 по 63 год до нашей эры.
Полупуднев был автором отклонённого рецензентами Ф. М. Левиным и П. В. Симоновым фантастического рассказа «Чудо в Ссыльносибирске».